# Coraima Torres
Coraima Alejandra Torres Díaz (Valencia, Venezuela dia 6 de junho de 1973) é uma atriz venezuelana. 

## Biografia
Ela começou sua carreira atuando na Venezuela, no final do anos 80. Seus primeiros papéis estavam nas telenovelas "Gardenia" e "Alondra". Ela teve seu primeiro papel principal em 1992, na famosa telenovela Kassandra Ficou muito conhecida ao protagonizar a cigana ao lado do ator portoriquenho Osvaldo Ríos.
A telenovela Kassandra, foi mostrado em quase 100 países. Depois Coraima foi para a Colômbia onde ela teve um papel de liderança nas telenovelas "Sueños y espejos". Seu parceiro nessa telenovela colombiana foi ator Nicolas Montero. Eles caíram no amor e se casaram em 1996. 
Coraima também atuou em uma mini-série chamada "Geminis" e na telenovela venezuelana "Cambio de Piel". Depois desta novela, trabalhou no Peru e na Argentina, onde jogou em três telenovelas "Maria Emília", "Amor Latino" e "Soledad". 
Suas últimas telenovelas são  "Amor del bueno" e "Lorena". Ela protagoniozou na telenovela colombiana "El Ultimo matrimonio Feliz" sua personagem Camila, uma mulher que tem vida após deixar o seu marido.

## Telenovelas
- El último matrimonio feliz (2008)... Camila Andrade
- Lorena (2005) ... Lorena Morantes
- Amor del bueno (2004) ... Mónica Lezama
- Soledad (2001) ... Soledad Díaz Castillo
- Amor latino (2000) ... Rosita 'Rosi' Reyes-Villegas
- María Emilia: Querida (1999) ... María Emilia Pardo-Figueroa Núñez
- Cambio de piel (1998)... Daniella Martinez
- Sueños y espejos (1994).... Mariana
- Dulce ilusión (1993) ... Dulce María
- Kassandra (1992) ... Andreína Arocha / Kassandra
- Gardenia ... (1990) Lucia Montiel